# Sindicato de Actores de Cine
El Screen Actors Guild (SAG; «Sindicato de Actores de Cine») es un sindicato estadounidense en el que están representados alrededor de 120 000 actores de cine y televisión de todo el mundo. De acuerdo con los estatutos del sindicato, su principal objetivo es «negociar y reforzar los acuerdos colectivos que establecen niveles de compensación, beneficios y condiciones laborables equitativas para los intérpretes; buscar compensaciones por la explotación de las interpretaciones grabadas por sus miembros, y otorgar protección contra usos no autorizados de esas interpretaciones, y preservar y expandir las oportunidades de trabajo de sus miembros».
Fue fundado en 1933 con el objetivo de eliminar la explotación que sufrían los actores en Hollywood, los cuales estaban siendo forzados a firmar contratos desventajosos con los grandes estudios, lo que los obligaba a trabajar sin un horario controlado y sin garantía alguna de periodos de descanso, con la frecuente inclusión de cláusulas que permitían a los estudios renovar los contratos automáticamente, sin posibilidad de que el intérprete pudiera oponerse. Estos contratos llegaban a ser tan opresivos que permitían a los estudios controlar tanto la vida pública como la privada de actores y actrices.
El Sindicato de Actores está vinculado al principal sindicato de actores de los Estados Unidos, la Associated Actors and Artistes of America (AAAA), afiliado al AFL-CIO. El Sindicato de Actores reclama jurisdicción exclusiva sobre las interpretaciones cinematográficas, y comparte la jurisdicción sobre las interpretaciones en radio, televisión, Internet, y otros medios con el sindicato AFTRA (American Federation of Television and Radio Artists).
Además de sus oficinas principales en Hollywood, el SAG tiene representación en las principales ciudades de los Estados Unidos: Phoenix, Boston, Nueva York, Filadelfia, Washington D. C., Nashville, Atlanta, Miami, Dallas, Houston, Chicago, Detroit, Denver, Salt Lake, San Diego, Seattle, Portland, Las Vegas, Honolulu y San Francisco.
Desde 1995, el sindicato entrega anualmente los Premios del Sindicato de Actores, considerados como un indicador bastante confiable de los Premios de la Academia.

## Historia

### Primeros años
En 1925, el Club Masquers estaba compuesto por un buen número de actores, muchos de ellos sin contratos, hartos de las innumerables horas de trabajo que se veían obligados a hacer por parte de los estudios de Hollywood.
Un motivo importante para la creación del SAG fue el hecho de que la Academia de las Artes y las Ciencias Cinematográficas, quien en ese momento arbitraba entre los productores y los actores a la hora de las disputas contractuales, tenía una cláusula de admisión de miembros, por la cual solo se podía acceder a ella por medio de invitación y, por supuesto, el grupo del Club Masquers no contaba con ella, por lo que el desamparo de estos actores y muchos otros era casi total.
La fundación del sindicato se sitúa en una reunión celebrada en marzo de 1933 y en la que participaron los actores Berton Churchill, Charles Miller, Grant Mitchell, Ralph Morgan, Alden Gay y Kenneth Thomson. Tres meses después de esta reunión, tres de esos actores junto con otros 18 más se convirtieron en los primeros delegados y formaron la primera junta directiva del sindicato: Ralph Morgan (su primer presidente), Alden Gay, Kenneth Thomson, Alan Mowbray (quien financió al sindicato en su creación), Leon Ames,  Tyler Brooke, Clay Clement, James Gleason, Lucile Webster Gleason, Boris Karloff (influido por las largas horas de rodaje de la película Frankenstein), Claude King, Noel Madison, Reginald Mason, Bradley Page, Willard Robertson, Ivan Simpson, C. Aubrey Smith, Charles Starrett, Richard Tucker, Arthur Vinton y Morgan Wallace.
En sus inicios, el sindicato no recibió el apoyo de muchos de los grandes actores del momento, aunque esta actitud cambió a partir del acuerdo que firmaron los grandes productores entre ellos y por el cual no se ofrecerían contratos a actores que pertenecieran a otras productoras. Tras una crucial reunión celebrado en casa de Frank Morgan (hermano de Ralph, y que será recordado por interpretar al personaje al que da nombre la película "El Mago de Oz"), gran parte de los actores de Hollywood decidieron asociarse al sindicato. Debido a la insistencia del actor Eddie Cantor durante esa reunión apuntando al hecho de que cualquier respuesta al acuerdo firmado por los productores serviría para ayudar a todos los actores, en tan solo tres semanas el sindicato pasó de tener 80 a más de 4.000 miembros. La participación de Cantor fue crítica, especialmente debido a su amistad con el recientemente elegido Presidente Franklin D. Roosevelt. Tras varios años de lucha y gracias a la aprobación de la Ley Nacional de Relaciones Laborales, finalmente los productores accedieron a negociar con el SAG en 1937.
Muchos de los grandes actores de aquellos primeros años apoyaron al sindicato desde el primer momento. Entre ellos se encontraban actores y actrices como Edward Arnold, Humphrey Bogart, James Cagney, Dudley Digges, Porter Hall, Paul Harvey, Jean Hersholt, Russell Hicks, Murray Kinnell, Gene Lockhart, Fredric March, Adolphe Menjou, Chester Morris, Jean Muir, George Murphy, Erin O'Brien-Moore, Irving Pichel, Dick Powell, Edward G. Robinson, Edwin Stanley, Gloria Stuart, Lyle Talbot, Franchot Tone, Warren William o Robert Young.

### Los años de la caza de brujas
En octubre de 1947, el Sindicato de Actores y, en general, el mundo del espectáculo estadounidense, sufrió uno de sus más duros ataques, cuando ante el Comité de Actividades Antiamericanas, donde se estaba investigando la influencia comunista en los sindicatos de Hollywood, se presentó una lista de citaciones en la que se incluían los nombres de varios actores sospechosos de participar de esas ideas. Diez de esos intérpretes rechazaron cooperar con el comité, por lo que fueron acusados de desacato y sentenciados a prisión. El presidente del sindicato en ese momento – y que llegaría a ser Presidente de los Estados Unidos, Ronald Reagan – testificó ante el comité, aunque no dio nombres. Un clima de miedo, incrementado por el temor a más detenciones auspiciadas por la Ley de Seguridad Interna o Ley McCarran, se extendió por toda la industria cinematográfica. El 17 de noviembre de 1947, el Sindicato de Actores votó una resolución forzando a sus directivos a adoptar un compromiso "no comunista". El 25 de noviembre (el día después de que el Congreso de Estados Unidos aprobara las diez citaciones por desacato), Eric Johnston, que era Presidente de la Asociación de Productores Cinematográficos, publicó, en lo que se vino a llamar la Declaración Waldorf, una nota de prensa en la que declaraba: "Nunca contrataremos intencionadamente a un comunista o a un miembro de un partido o grupo que abogue por el derrocamiento del gobierno de los Estados Unidos por la fuerza o por cualquier método ilegal o anticonstitucional".
Aunque no se pudo demostrar que ninguno de los actores incluidos en la Lista Negra abogara por derrocar al gobierno, la Declaración Waldorf marcó el comienzo de la persecución hacia los actores de Hollywood, provocando que cientos de personas no pudieran trabajar en la industria del cine. Durante el ascenso de lo que es conocido actualmente como el macartismo, el Sindicato de Actores cedió a los estudios el derecho de omitir de los títulos de crédito el nombre de cualquier persona que no hubiera limpiado su nombre ante el Congreso.
En una ceremonia celebrada en 1997 conmemorando el 50 aniversario de la publicación de la Lista Negra, el presidente del Sindicato hizo la siguiente declaración:

Solo nuestro sindicato hermano, la Asociación para la Igualdad de los Actores, tuvo el coraje para apoyar y ayudar a sus miembros a continuar con su trabajo.... Desafortunadamente, no existen honores que restaurar, ni otros reconocimientos tardíos que podamos ofrecer a los miembros de la Lista Negra. No pudieron trabajar bajo nombres supuestos ni contratar a personas que les cubrieran el trabajo. El trabajo de un actor y su identidad son inseparables. La participación del Sindicato de Actores en el acto de esta noche debe quedar como nuestro testimonio hacia todos aquellos que sufrieron esa persecución, y como compromiso de que en un futuro apoyaremos a nuestros miembros y trabajaremos con ellos para asegurar sus derechos como está definido y garantizado en la Carta de Derechos.
Richard Masur, Hollywood recuerda la Lista Negra

## Normas y procedimientos del Sindicato de Actores[4]

### Admisión en el Sindicato de Actores
Un intérprete puede unirse al Sindicato de Actores si entra en cualquiera de los tres siguientes categorías:

#### Intérprete principal
Cualquier intérprete que trabaje como actor o actriz principal o tenga un papel hablado durante al menos un día en un proyecto (película, cinta de vídeo, anuncio o programa de televisión) donde el productor haya firmado un acuerdo de producción con el Sindicato, y siempre que el intérprete demuestre la relación laboral con el productor mediante un contrato o un resguardo de pago, podrá ser considerado para incorporarse al SAG. Un intérprete elegible puede continuar participando en otras producciones asociadas o no al Sindicato durante un período de 30 días, durante los cuales es clasificado como un Taft-Hartley, en relación con la Ley Taft-Hartley o Ley de Relaciones Laborales entre Obrero y Patronal. Tras estos 30 días, el intérprete no puede trabajar en ninguna producción asociada al Sindicato hasta que se una al mismo, pagando la cuota inicial, la cuota del afiliación mínima de medio año, y accediendo a atenerse a la reglamentación del Sindicato. Los intérpretes elegibles no pierden su derecho por decidir no unirse inmediatamente al Sindicato.

#### Intérpretes de reparto
Las producciones del Sindicato de Actores requieren un número mínimo de miembros del Sindicato que hagan labores de reparto antes de que el productor pueda contratar a intérpretes que no pertenezcan al Sindicato. Para las producciones destinadas a la televisión, el número mínimo de intérpretes es de 19, mientras que para las películas, este número mínimo es de 50. Sin embargo, en numerosas ocasiones, este número no se puede alcanzar. Cuando esto ocurre, los productores pueden rellenar esos puestos con intérpretes que no pertenezcan al Sindicato. Estos intérpretes reciben un vale por día trabajado, y disfrutan de los mismos beneficios que cualquier miembro del Sindicato. Tras recibir tres vales, el intérprete pasa a ser considerado elegible para el Sindicato. El intérprete elegible podrá continuar trabajando en otras producciones no asociadas al Sindicato y no hace falta que se una al mismo para poder participar en otras producciones.

#### Miembros de un sindicato afiliado
Los miembros afiliados a cualquier sindicato asociado al SAG con una antigüedad superior a un año y que hayan trabajado como intérpretes principales al menos una vez en una área bajo jurisdicción del SAG, son elegibles para unirse al Sindicato de Actores.

### Cuota inicial y cuota de afiliación
La cuota inicial que cualquier intérprete tiene que pagar al unirse al Sindicato consiste en un único pago de 2.277 dólares. En el momento de la suscripción, el intérprete también tiene que pagar la cuota mínima semestral de 58 dólares, lo que hace que la suma total inicial sea de 2335 dólares.

## Beneficios y privilegios
Los contratos del Sindicato de Actores con los productores incluyen una serie de cláusulas de protección hacia los intérpretes sindicados. Entre estas cláusulas se incluyen: tarifas mínimas de pago, viajes en primera clase y seguro de viaje, condiciones adecuadas de trabajo, estrictas medidas de seguridad, protección especial hacia los menores de edad, arbitraje en caso de disputas o quejas, y preferencia en las audiciones y a la hora de ser contratado.

### Condiciones de trabajo
Todos los miembros del Sindicato aceptan trabajar solo con productores que hayan firmado contratos con el SAG. Estos contratos describen con detalle las responsabilidades que los productores asumen con los intérpretes. Específicamente, el contrato básico del Sindicato indica: 
- el número de horas que el intérprete podrá trabajar.
- la frecuencia de los descansos para comer.
- el salario mínimo que el intérprete recibirá por su trabajo.
- pagas extras.
- condiciones de alojamiento.
- asignación de vestuario.
- el sueldo de los especialistas.
- vestuario privado.
- periodos de descanso adecuados entre actuaciones.

## Principales huelgas organizadas por el sindicato

### Huelga y boicot a los Premios Emmy de 1980
En julio de 1980, los miembros de Sindicato de Actores iniciaron una huelga junto a los miembros de la American Federation of Television and Radio Artists (AFTRA) (Federación Estadounidense de Artistas de Televisión y Radio), y a la American Guild of Musical Artists (AGMA) (Federación Estadounidense de Músicos). Esta huelga afectó especialmente a la celebración de la 32.ª edición de los Premios Emmy, terminando el 25 de octubre de ese año, tras alcanzar un acuerdo por el que se incrementaban los salarios mínimos en un 32.25%.

### Posible huelga en 2008
La industria cinematográfica está alerta ante una posible huelga convocada por el Sindicato de Actores, siguiendo la estela de la recientemente resuelta huelga de guionistas contra la Alliance of Motion Picture and Television Producers (AMPTP) (Unión de Productores de Cine y Televisión). La huelga, que podría arrancar tras la caducidad de los mayores contratos del SAG en junio de 2008, y estaría basada en la negociación de los derechos sobre la venta de películas a través de los nuevos medios, como los servicios de distribución por Internet (por ejemplo, iTunes), así como las ventas de DVD, las cuales no están contempladas actualmente en los contratos de los actores, guionistas o directores.

## Presidentes del sindicato
- (1933, 1938-1940) Ralph Morgan
- (1933-1935) Eddie Cantor
- (1935-1938, 1946-1947) Robert Montgomery
- (1940-1942) Edward Arnold
- (1942-1944) James Cagney
- (1944-1946) George Murphy
- (1947-1952, 1959-1960) Ronald Reagan
- (1952-1957) Walter Pidgeon
- (1957-1958) Leon Ames
- (1958-1959) Howard Keel
- (1960-1963) George Chandler
- (1963-1965) Dana Andrews
- (1965-1971) Charlton Heston
- (1971-1973) John Gavin
- (1973-1975) Dennis Weaver
- (1975-1979) Kathleen Nolan
- (1979-1981) William Schallert
- (1981-1985) Edward Asner
- (1985-1988) Patty Duke
- (1988-1995) Barry Gordon
- (1995-1999) Richard Masur
- (1999-2001) William Daniels
- (2001-2005) Melissa Gilbert
- (2005-2009) Alan Rosenberg
- (2009-2016) Ken Howard
- (2016-2021) Gabrielle Carteris
- (2021-Present) Fran Drescher

## Categorías
Los premios que se otorgan se reparten en 13 categorías, cinco en el apartado de cine y ocho en el de televisión, además de la entrega de un premio de honor. Las categorías son las siguientes:

### Premio de Honor
- Premio de Honor

### Cine
- Mejor reparto
- Mejor reparto de especialistas
- Mejor actor protagonista
- Mejor actriz protagonista
- Mejor actor de reparto
- Mejor actriz de reparto

### Televisión
- Mejor reparto de televisión - Drama
- Mejor actor de televisión - Drama
- Mejor actriz de televisión - Drama
- Mejor reparto de televisión - Comedia
- Mejor actor de televisión - Comedia
- Mejor actriz de televisión - Comedia
- Mejor actor de televisión - Miniserie o telefilme
- Mejor actriz de televisión - Miniserie o telefilme
- Mejor reparto de especialistas en serie de televisión